# وولورت هلدینگ
وولورت هلدینگ (انگلیسی: Woolworths Holdings) شرکت خرده‌فروشی پوشاک در آفریقای جنوبی است، که در سال ۱۹۳۱ تأسیس شد.